# Pterocroce capillaris
Pterocroce capillaris — вид сітчастокрилих комах родини Nemopteridae.

## Поширення
Комаха поширена в Північній Африці та Західній Азії. Виявлена також в Іспанії та на Кіпрі.